# Bastiglia (Emilia-Romagna)
Bastiglia ist eine italienische Gemeinde (comune) mit 4237 Einwohnern (Stand 31. Dezember 2023) in der Provinz Modena in der Emilia-Romagna. Die Gemeinde liegt etwa 10 Kilometer nordnordöstlich von Modena zwischen den Flüssen Secchia und Panaro.

## Geschichte
Um 1000 nach Christus befand sich im Ortsteil San Clemente eine Residenz des Grafen Cesi von Modena.

## Verkehr

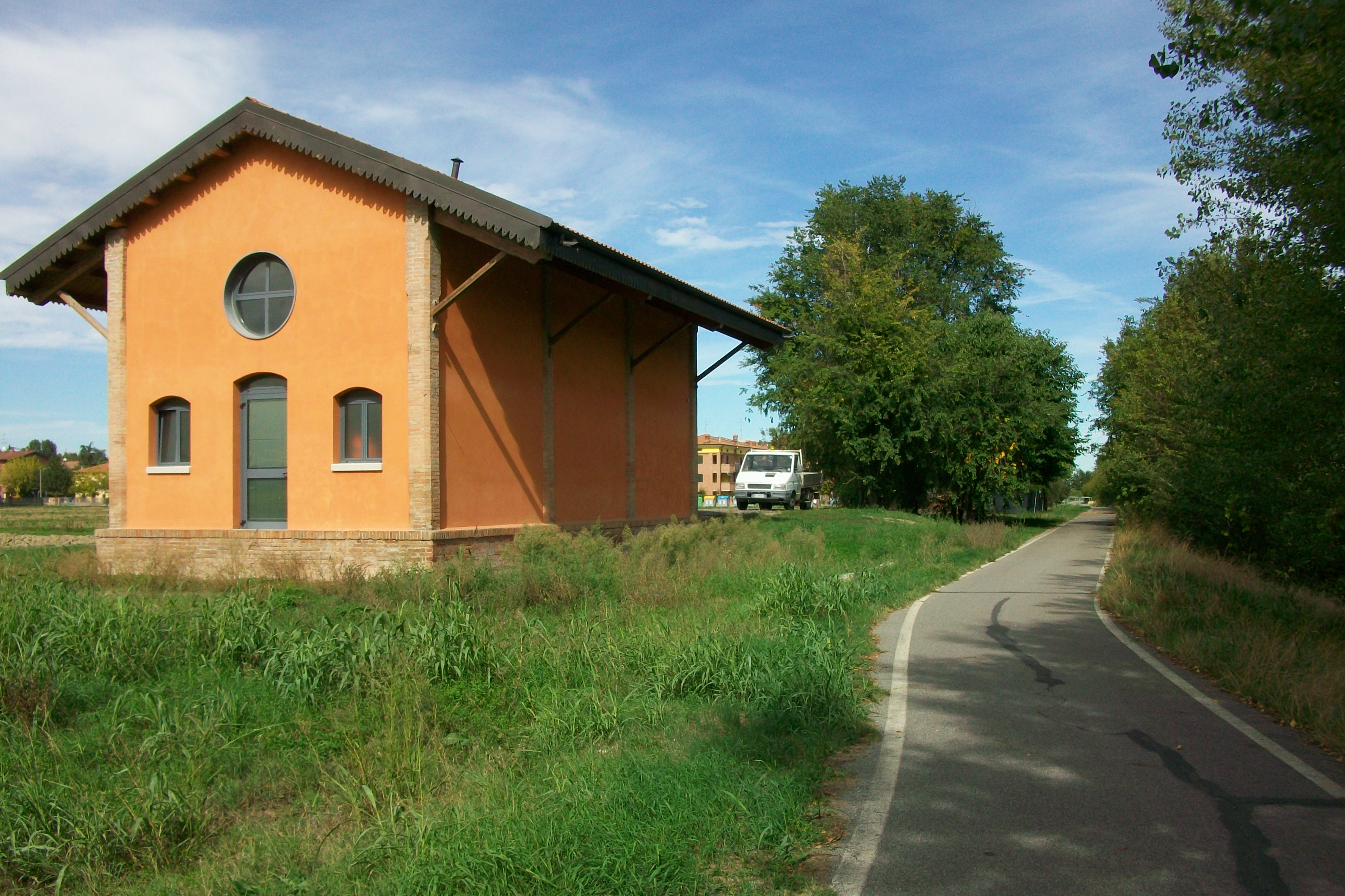
Bahnhof von Bastiglia

Durch die Gemeinde führt die Strada Statale 12 dell’Abetone e del Brennero von Pisa zum Brennerpass.